# Acyphoderes auricapilla
Acyphoderes auricapilla är en skalbaggsart som beskrevs av Fisher 1947. Acyphoderes auricapilla ingår i släktet Acyphoderes och familjen långhorningar.
Artens utbredningsområde är Paraguay. Inga underarter finns listade i Catalogue of Life.